# Oscar (nome)
Oscar  è un nome proprio di persona italiano maschile.

## Varianti
- Maschili: Anscario,[1] Oscare, Oscarre, Oscher, Oscardo, Oscaro
  - Alterati: Oscarino, Oscherino
- Femminili: Oscara
  - Alterati: Oscarina

### Varianti in altre lingue
- Catalano: Òscar[2]
- Danese: Oscar[2], Oskar[2]
- Finlandese: Oskari[2]
  - Ipocoristici: Osku[2]
- Inglese: Oscar[2]
- Irlandese: Oscar[2]
- Islandese: Óskar[2]
- Lettone: Oskars[2]
- Lituano: Oskaras
- Norvegese: Oscar[2], Oskar[2]
- Polacco: Oskar[2]
- Portoghese: Óscar[2]
- Portoghese brasiliano: Oscar[2]
- Sloveno: Oskar[2]
- Spagnolo: Óscar[2][3]
- Svedese: Oscar[2], Oskar[2]
- Tedesco: Oskar[2]
- Ungherese: Oszkár[2]

## Origine e diffusione
Si tratta di un nome germanico derivato di Ásgeirr e di Osgar, versioni rispettivamente in norreno e anglosassone, imparentati con il germanico continentale Anscario; è composto dagli elementi germanici ans ("ase", "dio" generico o Odino) e gar ("lancia"), e può significare "lancia divina" o "lancia odinica". Questa è, di fatto, l'interpretazione fornita dalla maggioranza delle fonti. Fu portato in Irlanda da coloni vichinghi. È un nome presente infatti anche nella mitologia irlandese, dove Oscar è il figlio di Oisín e Niamh e nipote di Fionn mac Cumhaill; il suo nome potrebbe anche basarsi sugli elementi gaelici os ("cervo") e cara ("amante"), "amante dei cervi".
Originario comunque delle isole britanniche, furono le opere del poeta scozzese James Macpherson a renderlo popolare nell'Europa continentale; la sua successiva diffusione in Scandinavia si deve a Napoleone: il noto sovrano francese era un ammiratore di Macpherson e tenne a battesimo, come padrino, il futuro re di Svezia Oscar I, suggerendo lui stesso la scelta di tale nome. Il nome venne in seguito attribuito al premio Oscar, perché, secondo la tradizione, Margaret Herrick, al vedere per la prima volta la nota statuetta, avrebbe constatato che le ricordava suo zio Oscar Pierce, un agricoltore statunitense.

## Onomastico
L'onomastico si può festeggiare il 3 febbraio in ricordo di sant'Oscar (o Ansgario o Anscario), vescovo di Amburgo e di Brema, oppure il 24 marzo, in memoria di sant'Óscar Romero, vescovo di San Salvador e martire.

## Persone
- Oscar I, re di Svezia
- Oscar II, re di Svezia

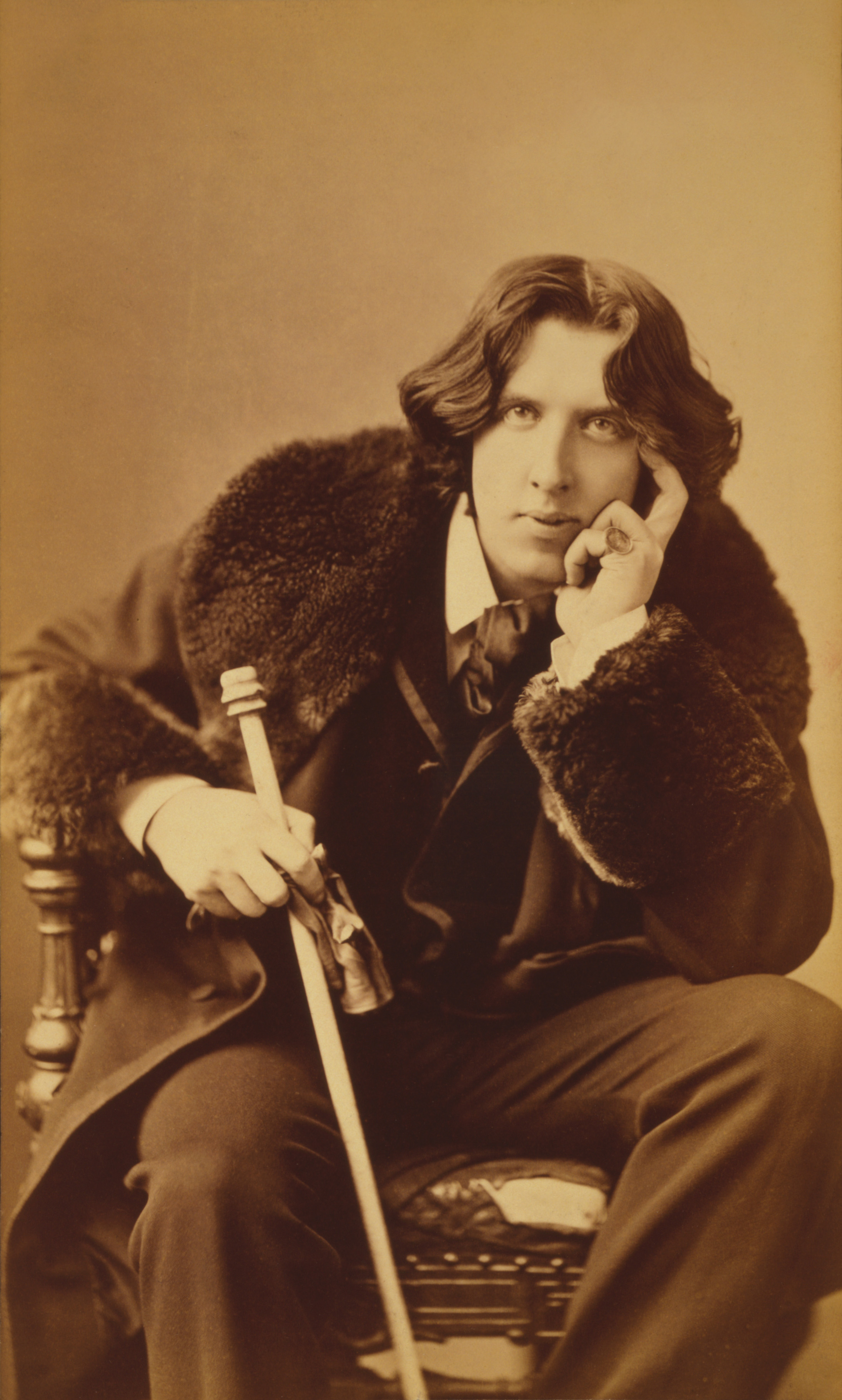
Oscar Wilde

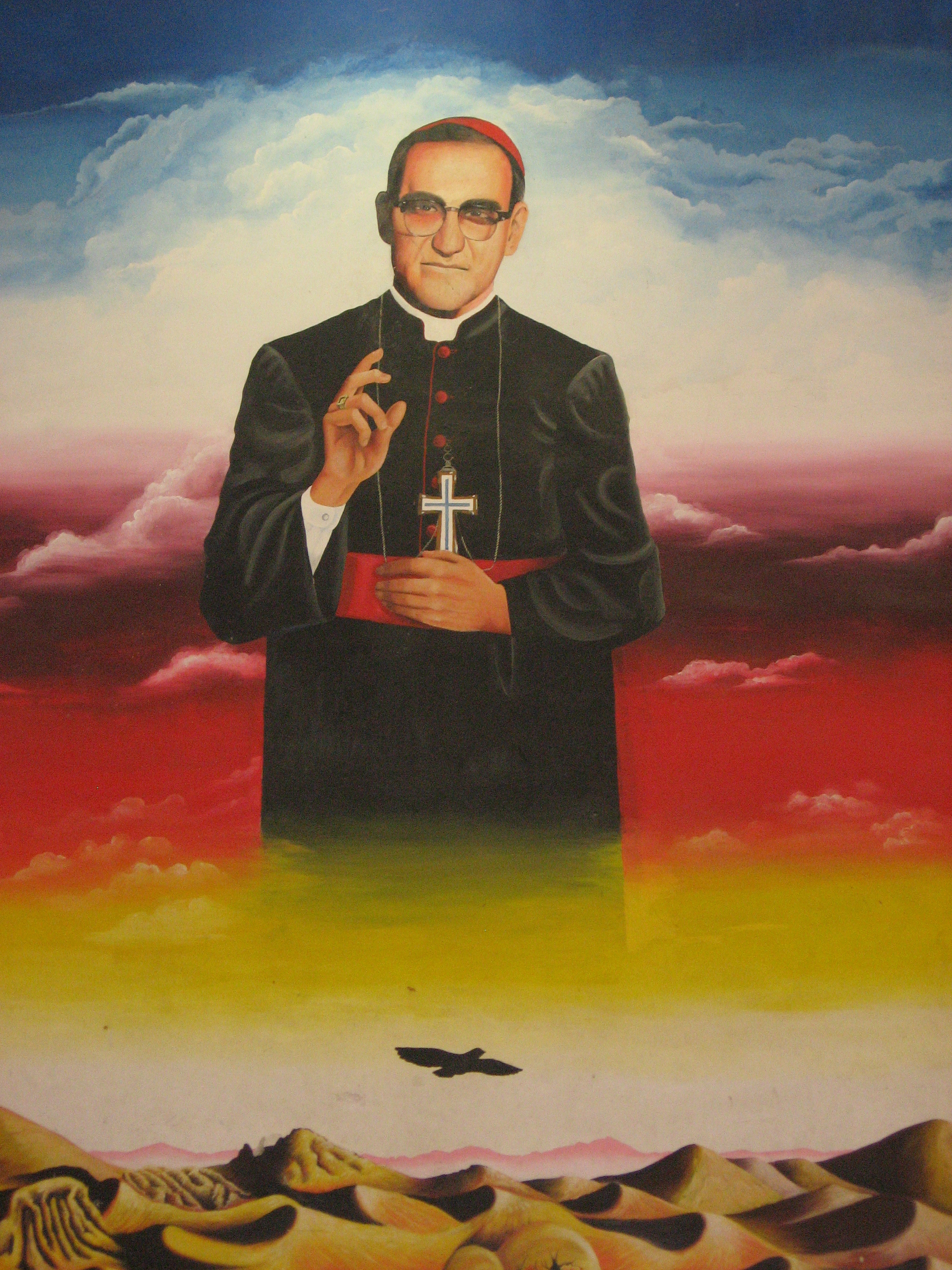
Óscar Romero

- Oscar Apfel, attore, regista, sceneggiatore, produttore e aiuto regista statunitense
- Oscar Avogadro, paroliere, cantante e compositore italiano
- Oscar Bernadotte, nobile svedese
- Oscar Cantoni, cardinale e vescovo cattolico italiano
- Oscar dos Santos Emboaba Júnior, calciatore brasiliano
- Oscar Giannino, giornalista e politico italiano
- Oscar Hammerstein II, scrittore, paroliere e librettista statunitense
- Oscar Niemeyer, architetto brasiliano
- Oscar Prudente, cantautore, musicista e produttore discografico italiano
- Oscar Robertson, cestista statunitense
- Oscar Luigi Scalfaro, politico e magistrato italiano
- Oscar Schmidt, cestista brasiliano
- Oscar Wilde, scrittore irlandese

### Variante Óscar
- Óscar Arias, politico costaricano
- Óscar R. Benavides, politico peruviano
- Óscar Cardozo, calciatore paraguaiano
- Óscar de la Hoya, pugile statunitense
- Óscar Esquivias, scrittore spagnolo
- Óscar Freire, ciclista su strada spagnolo
- Óscar Romero, arcivescovo cattolico salvadoregno

### Variante Oskar
- Oskar Alin, storico svedese
- Oskar Anderson, statistico tedesco
- Oskar Barnack, ingegnere tedesco

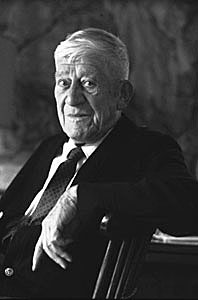
Oskar Kokoschka

- Oskar Maria Graf, scrittore tedesco
- Oskar Homolka, attore austriaco naturalizzato statunitense
- Oskar Kokoschka, pittore e drammaturgo austriaco
- Oskar Schindler, imprenditore tedesco
- Oskar Werner, attore austriaco

### Variante Oskars
- Oskars Kļava, calciatore lettone
- Oskars Melbārdis, bobbista lettone
- Oskars Peilis, calciatore lettone

### Variante Oszkár

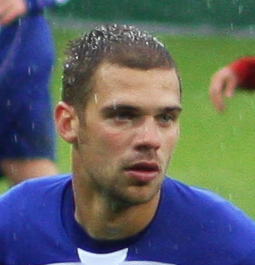
Oskars Kļava

- Oszkár Abay-Nemes, nuotatore ungherese
- Oszkár Csuvik, pallanuotista ungherese
- Oszkár Gerde, schermidore ungherese
- Oszkár Szigeti, calciatore ungherese

### Altre varianti
- Òscar da Cunha, calciatore andorrano
- Óskar Örn Hauksson, calciatore islandese
- Oskaras Koršunovas, regista teatrale lituano
- Oskari Mantere, politico finlandese
- Òscar Ribas Reig, politico andorrano

## Il nome nelle arti
- Oscar François de Jarjayes è un personaggio della serie manga e anime Lady Oscar, che viene chiamata con un nome maschile per volontà del padre, che avrebbe voluto un figlio maschio.
- Oscar è il nome dato in Spagna a Daisuke Jigen, personaggio del manga e anime Lupin III.
- Oscar Boom è un personaggio dei fumetti della Disney.
- Oscar Paperone è il nipote iettatore di Paperon de' Paperoni nei fumetti della Disney.
- Oscar Madison è uno dei due protagonisti della commedia La strana coppia (The Odd Couple) di Neil Simon e dei film tratti da essa.
- Oscar Pettinari è il protagonista del film del 1986 Troppo forte, diretto da Carlo Verdone.
- Oscar Carogna è un personaggio della serie televisiva Mario.
- Oscar Hutchinson è un personaggio ricorrente della serie televisiva The Rookie.
- Si chiama Oscar il personaggio del paggio nell'opera Un ballo in maschera di Giuseppe Verdi.

## Curiosità
- Oscar era il nome di un gatto sopravvissuto a tre diversi disastri navali.